# Гуанозин
Гуанозин (позначається символом G або Guo) — пуриновий нуклеозид, який містить гуанін, приєднаний до рибозного (рибофураноза) кільця β-N9-глікозидним зв'язком. Гуанін може фосфорилюватися і перетворюватися на гуанозин монофосфат (GMP), циклічний гуанозин монофосфат (cGMP), гуанозиндифосфат (GDP) і гуанозинтрифосфат (GTP). Ці форми грають важливу роль у різноманітних біохімічних процесах, таких як синтез нуклеїнових кислот і білків, фотосинтез, скорочення м'язів і внутрішньоклітинна передача сигналів (cGMP). Коли гуанін приєднується своїм нітрогеном N9 до карбону C1 дезоксирибозного кільця, його називають дезоксигуанозин.

## Фізичні і хімічні властивості
Гуанозин — це білий кристалічний порошок без запаху і з м'яким сольовим смаком.
Він добре розчинний в оцтовій кислоті, малорозчинний у воді, нерозчинний в етанолі, діетиловому етері, бензені і хлороформі.

## Функції
Гуанозин потрібен для реакцій сплайсингу в мРНК, коли «аутосплайсинговий» інтрон видаляє себе з мРНК шляхом розрізання на обох кінцях, повторно лігується і залишає лише екзони на обох боках задля трансляції в білок.

Гуанозин із пронумерованими атомами карбону

## Використання
Противірусний препарат оцикловір, який часто використовують при лікуванні герпеса, та препарат проти ВІЛу абакавір, за структурою схожі на гуанозин. Гуанозин раніше також використовувався для виробництва регаденосону.